# Boys (песня Charli XCX)
«Boys» — сингл британской певицы Charli XCX, выпущенный 26 июля 2017 года лейблами Asylum Records и Atlantic Records UK. Песня является вторым синглом из предстоящего третьего альбома певицы. В августе 2016 года Charli XCX рассказала, что её будущий альбом будет в значительной степени спродюсирован Sophie и Stargate.
Кавер песни записала одна из её авторов Ингрид Эндресс, которая включила его в делюксовое издание своего дебютного альбома Lady Like (2020).

## Релиз
Официальная премьера сингла состоялась 26 июля 2017 года. Песня стала доступна для цифровой загрузки и стриминга.

## Видеоклип

### Релиз
Музыкальное видео на песню было выпущено 26 июля 2017 года. Оно было срежиссировано самой певицей под руководством от Сары Макколган.

### Концепция
На видео представлено множество разных знаменитостей в том числе: Тео Хатчкрафт, Кэмерон Даллас, Джо Джонас, Брендон Ури, Джек Антонофф, Карл Барат, Дипло, Марк Ронсон, Мак ДеМарко, Риз Ахмед, Ty Dolla Sign, Sage the Gemini, Джей Парк, Эзра Кениг, Ростам Батмангли, Чарли Пут, Оливер Сайкс, Тристан Эванс, Fai Khadra, Джеймс Макви, Такахиро Маручи, Шон Росс, Chromeo, Aminé, Дензел Карри, Flume, AG Cook, will.i.am, G-Eazy, Вэнс Джой, Stormzy, Kaytranada, MNEK , Тайни Темпа, Joey Badass, Дэн Смит, Tommy € A $ H, Фрэнк Картер, Heems, WSTRN, THEY., Лори Винсент, Халид, Коннор Франта, Каспар Ли, Том Дейли, Уиз Халифа, Лиам Фрей, Джон Гурли, Джош Островский и Том Греннан.

## Итоговые списки
| Публикация           | Год  | Список                       | Ранг | Ссылка |
| -------------------- | ---- | ---------------------------- | ---- | ------ |
| Billboard            | 2017 | Best Songs of 2017           | 35   | [ 5 ]  |
| Complex              | 2017 | The Best Songs of 2017       | 42   | [ 6 ]  |
| Entertainment Weekly | 2017 | Best Songs of 2017           | 19   | [ 7 ]  |
| Esquire              | 2017 | 50 Best Songs of 2017        | N/A  | [ 8 ]  |
| The Fader            | 2017 | The 101 Best Songs of 2017   | 54   | [ 9 ]  |
| The Guardian         | 2017 | The Top 100 Tracks of 2017   | 2    | [ 10 ] |
| The Line of Best Fit | 2017 | The Best Fifty Songs of 2017 | 2    | [ 11 ] |
| NME                  | 2017 | Best Songs of the Year 2017  | 2    | [ 12 ] |
| Noisey               | 2017 | The 100 Best Songs of 2017   | 23   | [ 13 ] |
| Pitchfork            | 2017 | The 100 Best Songs of 2017   | 10   | [ 3 ]  |
| Pretty Much Amazing  | 2017 | The Best Songs of 2017       | 18   | [ 14 ] |
| Rolling Stone        | 2017 | 50 Best Songs of 2017        | 23   | [ 15 ] |

## Список композиций
- Цифровой сингл[16]

1. «Boys» — 2:42

- Цифровой сингл[17]

1. «Boys» (Acoustic) — 2:55

- Цифровой сингл[18]

1. «Boys» (Coldabank Remix) — 3:56

- Цифровой сингл[19]

1. «Boys» (Droeloe Remix) — 3:36

- Цифровой сингл[20]

1. «Boys» (Nevada Remix) — 3:08

- Цифровой сингл — Remix EP[21]

1. «Boys» (Droeloe Remix) — 3:36
2. «Boys» (Nevada Remix) — 3:08
3. «Boys» (Acoustic) — 2:55
4. «Boys» (Coldabank Remix) — 3:56

## Чарты
| Чарт (2017)                                | Высшая позиция |
| ------------------------------------------ | -------------- |
| Бельгия/Фландрия (Ultratip Bubbling Under) | 16             |
| Бельгия/Валлония (Ultratip Bubbling Under) | 4              |
| Канада (Billboard Canadian Hot 100)        | 60             |
| Чехия (Rádio — Top 100)                    | 41             |
| Новая Зеландия (N.Z. Heatseekers, RMNZ)    | 1              |
| Шотландия (OCC Scotland)                   | 26             |
| Словакия (Rádio — Top 100)                 | 60             |
| Великобритания (OCC UK Singles)            | 31             |
| США (Billboard Bubbling Under Hot 100)     | 10             |

## Сертификации
| Регион | Сертификация | Продажи |
| --- | ------------ | ------- |
| Великобритания (BPI) | Серебряный   | 200 000 |
| США (RIAA) | Золотой      | 500 000 |
| ^ Данные о тиражах приведены только на основе сертификации. · Данные о продажах + прослушиваниях приведены только на основе сертификации. |              |         |